# Il trionfo dell'amore (film 2001)
Il trionfo dell'amore (The Triumph of Love) è un film del 2001 diretto da Clare Peploe.
La pellicola, con protagonisti Mira Sorvino e Ben Kingsley, è basata sulla commedia di Marivaux Il trionfo dell'amore (1732) e prodotta da Bernardo Bertolucci, marito della regista. È stato realizzato anche un musical della commedia.

## Trama
In una nazione non identificata nell'Europa del XVIII secolo, la figlia di un usurpatore ha ereditato il trono e si sente colpevole dei crimini della sua famiglia. Apprende che esiste un erede legittimo, Agis, ma gli si è insegnato a detestarla e a respingere tutto l'amore. Lei si innamora a prima vista di lui, ma lui è mantenuto nell'isolamento da un fratello e una sorella per proteggerlo da lei. Per avvicinarsi abbastanza ad Agis, lei deve imbarcarsi in una serie di travestimenti, inganni, e seduzioni.